# Cylinder (mechanika)

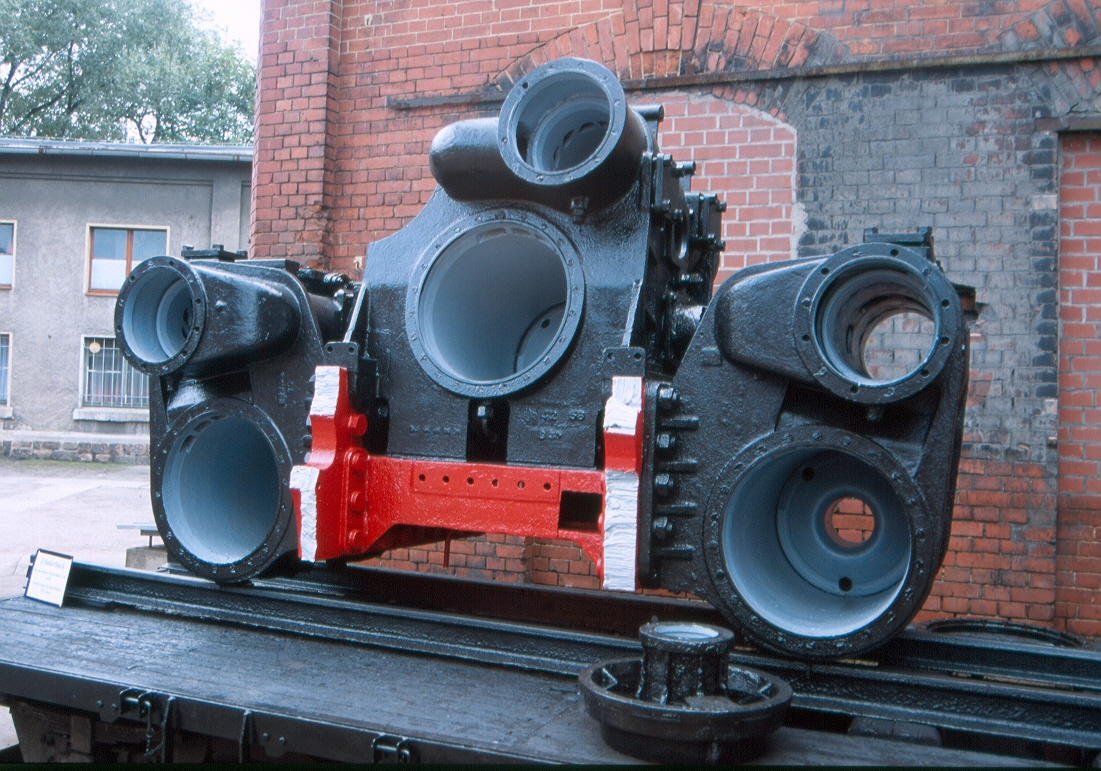
Cylindry trzycylindrowego parowozu: większe tłoków, mniejsze suwaków

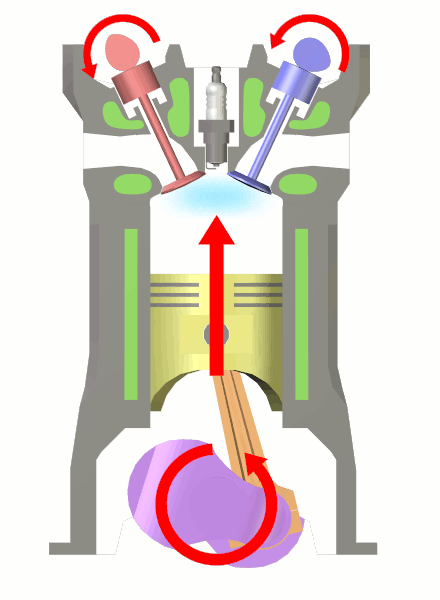
Poglądowy rysunek wyjaśniający ruchy wykonywane przez tłok w cylindrze silnika spalinowego

Cylinder – element konstrukcji mechanicznej, wewnątrz którego porusza się tłok.
W każdym rozwiązaniu konstrukcyjnym cylinder spełnia równocześnie kilka zadań:
- stanowi ograniczenie ruchów tłoka, który musi poruszać się ruchem posuwisto-zwrotnym w osi cylindra (wyjątkiem jest tłok i cylinder w silniku Wankla),
- zapewnia hermetyczną obudowę, co pozwala na utrzymanie znacznego nadciśnienia (ewentualnie podciśnienia) w przestrzeni roboczej pomiędzy tłokiem a cylindrem,
- zapewnia ochronę od czynników zewnętrznych,
- jest jednym z głównych elementów odpowiedzialnych za gospodarkę termiczną układu.

## Zastosowanie
Układ tłok-cylinder jest bardzo szeroko stosowany w technice. Do głównych zastosowań należy zaliczyć:
- silnik tłokowy (spalinowy i parowy),
- silnik Wankla z obrotowym tłokiem,
- pompa i sprężarka tłokowa,
- siłownik hydrauliczny i pneumatyczny,
- strzykawka medyczna.

## Cylinder w silniku spalinowym

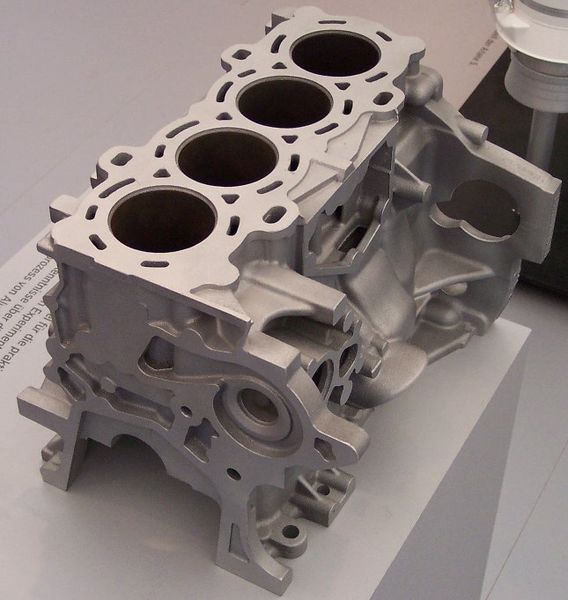
Cylindry

W konwencjonalnym silniku spalinowym cylinder jest tuleją (najczęściej wykonaną z żeliwa, stali lub duraluminium). W cylindrze wykonywana jest praca użyteczna poprzez spalenie w nim dawki paliwa. W silnikach czterosuwowych jest to jednolita tuleja (która może być integralną częścią bloku silnika lub być wymienną), natomiast w dwusuwowych jednostkach wykonane są kanały: ssący, wydechowy oraz (najczęściej dwa) przepłukujące. W silnikach chłodzonych powietrzem cylindry wykonane są z użebrowaniem zewnętrznym, aby zwiększyć powierzchnię oddawania ciepła. Natomiast przy chłodzeniu cieczą wykonane są specjalne kanały, którymi ciecz krąży wokół cylindra (cylindrów).
Cylinder jest przykryty od strony komory spalania głowicą, w której w zależności od konstrukcji mogą znajdować się otwory dolotowe i wylotowe z gniazdami zaworowymi, świece zapłonowe, wtryskiwacze i świece żarowe. Z drugiej strony przestrzeń pod tłokiem przechodzi w przestrzeń skrzyni korbowej.
W początkowym okresie konstruowania silników spalinowych stosowane było również prostsze rozwiązanie, czyli tzw. cylinder ślepy, będący cylindrem nierozbieralnym, zintegrowanym z głowicą w postaci jednego wspólnego odlewu.
W celu zmniejszenia oporów ruchu pomiędzy parą cierną cylinder-tłok (pierścienie tłokowe) stosuje się różne techniki, takie jak: smarowanie, kształtowanie topografii powierzchni (np. chropowatość) czy dobór materiałów w parze ciernej zapewniający niski współczynnik tarcia. Jedną z obróbek powierzchni cylindrów tłokowych jest powlekane materiałami o dużej wytrzymałości na ścieranie i małym współczynniku tarcia z partnerem ciernym. Są to m.in. powłoki z węgla w postaci diamentopodobnej.